# Gonomyia siculifera
Gonomyia siculifera là một loài ruồi trong họ Limoniidae. Chúng phân bố ở miền Australasia.